# Исакова џамија (Битољ)
Исакова џамија или Исак Челебијева џамија (тур. Kadi Ishak Çelebi Cami, Ishakkiye) изграђена је 1506. године у граду Битољ и једна је од најстаријих џамија у том граду. Налази се између Безистана и Сахат куле, код пијаце Магнолија. Са минаретом високим 50 метара џамија доминира у центру града. Џамија је данас само део вакуфа османског ктитора које је тамо имао и медресу, мектеб, лозију, дућане и 20 фонтана.

## Џамије у Битољу
- Ајдар-кади џамија
- Јени џамија